# Lucindo
Lucindo é um povoado do município de Poção de Pedras, no estado do Maranhão.
A data exata da sua fundação ou o período mais aproximado do surgimento da povoação que originou o povoado Lucindo, ainda não foi devidamente pesquisada. Mas dados de origem popular indicam que sua origem ocorreu na primeira metade do século XX (1930 em diante).
A origem do nome dado ao povoado segundo a memória popular local, refere-se ao nome de um caçador que descobriu uma lagoa, no local onde hoje está situado o povoado Lucindo e para qual inicialmente vieram as primeiras famílias habitar e fazer roças.
O povoado fica num vale alongado e aplainado entre morros, sendo cortado em sua parte mais baixa por um igarapé (riacho temporário), o ar fresco das serras traz o brilho e a beleza do verde dos babaçuais, e das pastagens e matas que ainda restam nas serras mais altas e acidentadas.
O clima é tropical e existem dois períodos climáticos bem definidos, um de chuvas, que vai de Dezembro a Junho e outro de estiagem no resto do ano; as temperaturas alternam em torno dos 20 a 34 graus Celsius.
Lucindo, fica a 24 km da cidade de Poção de Pedras, a 42 km da cidade de Pedreiras e a 18 km da cidade de Bernardo do Mearim. O acesso ao povoado Lucindo se faz através de estrada de piçarra que liga Bernardo do Mearim ao povoado Palmeiral no município de Esperantinópolis-MA. O povoado Lucindo fica na região do médio Mearim, região central do Estado do Maranhão, e a sua população em 2005 está estimada em dois mil habitantes, sendo sua base econômica sustentada em atividades agropecuárias, como a agricultura, tipo tradicional "queimada", de arroz (principal cultura), milho, mandioca, feijão; criação de gado bovino para o corte e para a produção leiteira, destaca-se ainda a produção de queijos; extrativismo do coco babaçu, uma das principais fontes de renda complementar das famílias mais carentes; comércio de gêneros alimentícios e produtos domésticos...
Existe no povoado Lucindo rede de abastecimento de energia elétrica desde o ano de 1996, rede telefônica desde o ano 2000, e abastecimento de d'água. O povoado também possui um posto de saúde. Existe no povoado uma escola pública municipal, fundada em 1988, que oferece ensino básico regular.
Em 2011, segundo a Assembleia Legislativa foi um candidato a se tornar município, porém nada foi anunciado a respeito desde então.